# Dennes Point (udde)
Dennes Point är en udde i Antarktis. Den ligger i Östantarktis. Australien gör anspråk på området.
Terrängen inåt land är huvudsakligen kuperad, men norrut är den platt. Trakten är glest befolkad. Närmaste befolkade plats är Odell Glacier Station, 6,7 kilometer nordost om Dennes Point. 